# Sziva Balázs
Sziva Balázs (Budapest, 1977. január 29. –) magyar rockzenész, dalszerző, szövegíró, zenei műsorvezető, nemzeti radikális közszereplő. A Romantikus Erőszak (1994 óta) valamint a Sziva Balázs és a Szent Suhancok (2011 óta) frontembere, 2007 és 2012 között, majd 2020-tól újra a Hungarica énekese. A Hadak Útja hanglemezkiadó alapítója. A 2023-ban indult Egykéthá...és! cimű popkult beszámoló műsor szerkesztő-műsorvezetője. Ismert Ferencváros és magyar válogatott drukker. Az Aryan Greens szurkolói csoport volt tagja.

## Életrajz

### Családja
A Sziva család egy Zala megyei kis faluból, Pölöskefőről származik. Az 1700-as évek közepéig Szilvák voltak, majd a mássalhangzó-torlódás népnyelvi feloldása miatt kiesett az l betű a névből. Az első írásos adat a hajdanán a Kis-Balaton mocsárvilágában fekvő Zalavár királyi végvár védőinek 1650-es zsoldlistájából származik, amelyben Szilva Jakab neve szerepel a várat a törökök ellen védők között. A török uralom alatt lévő Kanizsához legközelebb eső várban nehéz lehetett a szolgálat, hiszen 1600 ősze után, miután a tizenöt éves háború alatt Kanizsát elfoglalta az Ibrahim nagyvezér által vezetett oszmán sereg, Zalavár hadi jelentősége kulcsfontosságúvá vált. 1644-ben, 1650-ben és 1682-ben is több támadást vertek vissza. A vész elmúltával aztán a vitézek általában "megülték" (vagy visszaköltöztek) a környező, többnyire kiürült, lakatlan falvakat. Az ősök így kerültek a közeli Pölöskefőre. Az 1700-as évek közepén a faluban élő 9 családból 5 a Szilva nevet viselte.
Felmenői között van például az 1600-as évek közepén a Nádasdy család szolgálatában lévő  alsólendvai és lenti jószágok tiszttartója, de az 1848/49-es szabadságharcban az 56. zászlóalj honvédjeiként is harcoltak az isaszegi csatában és Buda visszafoglalásánál. Az 1860-as években községi bíró is kikerült közülük.
Apai nagyanyja a Dél-Bácskából, Temerinből származik. A II. világháború után a családnak menekülnie kellett a Délvidékről a szerb partizánok megtorlása elől és Csonka-Magyarországra jöttek. Anyai ágon sváb származású. Nagyapját 1945-ben elhurcolták a szovjetek. Több év kényszermunka várt volna rá, de csodával határos módon, az utolsó pillanatban sikerült megszöknie. Mire hazatért, a családját kitelepítették Németországba, Stuttgart környékére. Anyai nagyanyja a többségében svábok lakta Katymáron született, ahonnan 1944 októberében a front közeledtével elmenekültek. Az ő apja a II. magyar hadseregben szolgált és a Don-kanyarban halt hősi halált, 1942-ben.

### Zenei pályafutása
Az első együttese az 1991 őszén alakult Tar Liliomok volt. Ezzel a csapattal koncertre ugyan nem került sor, de felvettek egy próbát, amelyről a korszak híres skinhead fanzine-je, a Pannon Bulldog is írt 1992 májusában. Ő maga is szerkesztett Kopasz címmel egy skinzine-t, amelynek 1992 májusa és 1993 szeptembere között öt száma jelent meg. Középiskolába a fővárosi Móricz Zsigmond Gimnáziumba járt, ahol két osztálytársával 1994 márciusában megalapították az egyik legnépszerűbb hazai nemzeti rock együttest, a Romantikus Erőszakot, amelynek azóta is frontembere. 1999-ben a Fradimánia zenekarral készített egy fradista lelátói himnuszokat tartalmazó albumot.  2007 januárjában csatlakozik a Moby Dick együttes gitárosának, Mentes Norbertnek az új együtteséhez, a Hungarica zenekarhoz, amelyben 2012 februárjáig énekel. 2010-ben a Beatrice két korábbi zenészével, Vedres Joe gitárossal és Hirlemann Bertalan billentyűssel elkészít egy magyar nyelvű Skrewdriver ballada albumot. 2011-ben Sziva Balázs és a Szent Suhancok néven életre hívott egy feldolgozás zenekart, amellyel a nyolcvanas-kilencvenes évek hazai skinhead együttesei előtt tiszteleg. 2020-ban újra csatlakozik a Hungaricához.

### Közéleti szereplései
2002-től rendszeres fellépője a nemzeti radikális oldal (MIÉP, Budaházy, MÖM, HVIM, Betyársereg, Jobbik, majd Mi Hazánk) tüntetéseinek, megemlékezéseinek. 2010 decemberében Lenhardt Balázs jobbikos országgyűlési képviselővel közös sajtótájékoztatót tartottak felhívva a figyelmet a rádiók ízlés- és kultúrterrorjára amelyet a nemzeti rock zenekarokkal szemben alkalmaznak.

### Rendőrségi eljárások
2008-ban a botrányos DAC-Slovan futballmérkőzés után tervezett koncert kapcsán kiutasították Szlovákiából. A baloldali kormányzás idején a rendőrség 2009-ben és 2010-ben is eljárást kezdeményezett vele szemben. Előbbi esetben a Kübekháza közelében lévő hármashatárkő szerb és a román címerének megrongálása miatt, utóbbiban egy 2009. október 23-ai csoportos garázdasági ügyben hallgatták meg gyanúsítottként, de bizonyítékok hiányában mind a két ízben ejtették a vádakat.

## Lemezei

### Romantikus Erőszak
ének, vokál, akusztikus gitár, 12 húros gitár, csörgő
- Demo műsoros kazetta (1995)
- Magyar História X CD, műsoros kazetta (2000)
- Itthon vagyunk CD, műsoros kazetta (2002)
- Zárva a Mennyország CD (2003)
- Szabadságot Magyarországnak! EP CD (2003)
- Fradidrukker EP CD (2004)
- A Hadak Útján DIGI CD (2004)
- Boldogasszony Anyánk EP CD (2005)
- Mondák könyve – hun és magyar mondák CD (2005)
- Napom, Napom EP CD (2005)
- Minden vészen át DIGI CD (2006)
- Szövetség megosztott CD a Független Adóval (2007)
- A hazát semmiért DualDisc (2007)
- Itthon vagyunk/Zárva a Mennyország + Élő@Wigwam Dupla CD (2008)
- Árpád Hős Magzatjai CD+DVD (2009)
- Előre mind pesti srácok 7" Vinyl EP (2010)
- Keménymag CD+DVD (2010)
- Magyar História X + A Hadak Útján újrakiadás CD (2010)
- Megy a boksz/Népharag megosztott CD az Archívummal (2011)
- A Kárpátok dalai CD (2011)
- Mindörökké Magyarország CD (2012)
- Jubileum CD (2013)
- Csatában Digitális single (2014)
- Szabadság, szerelem! DIGI CD (2014)
- Dübörög a nemzeti rock filmzene CD (2015)
- A hazáért I. EP CD (2015)
- Koronás címer a szíved felett Digitális single (2016)
- Koronás címer a szíved felett CD (2016)
- A hazáért II. EP CD (2016)
- Europe Belongs To Me DIGI CD (2017)
- Betyárballadák EP CD (2019)
- Tavaszi szél Digitális single (2019)
- Nemzeti Dal Ünnep DIGI CD+DVD (2020)
- Diktátum CD (2020)
- Piros-fehér-zöld a színünk CD (2021)
- A hazáért III + 56 lángja. EP CD + DVD (2022)
- Itthon vagyunk újrakiadás CD (2022)

### Sziva Balázs
ének, akusztikus gitár
- Sziva 40 – Hunnia Fia DCD (2017)
- Születésnapi koncert CD (2018)

### Hungarica
ének
- Nem keresek új hazát CD (2007)
- Demokratúra CD (2008)
- A szabadság betűi EP CD (2008)
- Nincs más föld, nincs más ég CD+DVD (2009)
- Balladák CD (2009)
- Felvidék nem Szlovákia EP CD (2010)
- Robotok: Rabszolgák CD+DVD (2011)
- Hungarica DIGI CD (2020)
- Szavazz magadra! DIGI CD (2023)

### Sziva Balázs és a Szent Suhancok
ének
- 1 CD (2011)
- 2 CD (2013)
- Régi mániám kazetta EP (2014)

### Hadak Útja
ének
- A holnap már a miénk CD (2010)

### FradiMánia
ének
- A legújabb Fradi dalok műsoros kazetta (1999)

### Bakancsok és Tar Fejek
ének
- Orosz tél (88-as Csoport feldolgozás) dal (2006)

### Közreműködései egyéb felvételeken
vokál, ének
- Kárpátia "Tűzzel, vassal" CD (2004)
- Oi-KOR "Tudom, hogy holnap" CD (2005)
- Archívum "Vagyok aki voltam, leszek aki vagyok" CD (2008)
- Turán "Ütött az óra" CD (2011)
- RPG "Nyugat-Magyarország" CD (2011)
- Szebb Napok "Pohárköszöntő" dal (2013)
- Hungarica "London hiába vár" dal (2015)
- Testvériség "Nem bántam meg semmit" CD (2016)
- Action "Állatkínzó" dal (2017)
- Kárpátia "Egyenes gerinccel" CD (2019)
- Bajna "Vesszen Trianon" dal (2020)
- Kárpátia "Csatazaj" CD (2021)
- Rock N' Roll FC x Carpathian Brigade "Eljött a meccs napja" dal (2024)
- Rock N' Roll FC x Carpathian Brigade (Náksi x Audio Jackz - Euro mix) "Eljött a meccs napja" dal (2024)

## Helyezések a magyar lemezeladási listákon

### Album Top 40 slágerlista
| Év   | Album                                          | Legmagasabb helyezés                   |
| Év   | Album                                          | MAHASZ Top 40 album- és válogatáslemez |
| ---- | ---------------------------------------------- | -------------------------------------- |
| 2007 | Hungarica Nem keresek új hazát                 | 15                                     |
| 2008 | Hungarica Demokratúra                          | 2                                      |
| 2009 | Hungarica Nincs más föld, nincs más ég         | 1                                      |
| 2010 | Hungarica Balladák                             | 18                                     |
| 2010 | Romantikus Erőszak Keménymag                   | 2                                      |
| 2011 | Hungarica Robotok:Rabszolgák                   | 13                                     |
| 2012 | Romantikus Erőszak Mindörökké Magyarország     | 2                                      |
| 2013 | Sziva Balázs és a Szent Suhancok 2.            | 12                                     |
| 2013 | Romantikus Erőszak Jubileum                    | 21                                     |
| 2014 | Romantikus Erőszak Szabadság, szerelem         | 7                                      |
| 2015 | Romantikus Erőszak A hazáért I. (Piros)        | 2                                      |
| 2016 | Romantikus Erőszak A hazáért II. (Fehér)       | 3                                      |
| 2017 | Sziva Balázs Hunnia fia                        | 2                                      |
| 2019 | Romantikus Erőszak Betyárballadák              | 6                                      |
| 2020 | Romantikus Erőszak Nemzeti Dal Ünnep           | 1                                      |
| 2020 | Hungarica                                      | 4                                      |
| 2022 | Romantikus Erőszak A hazáért III. (Zöld)       | 4                                      |
| 2022 | Romantikus Erőszak Itthon vagyunk (újrakiadás) | 7                                      |
| 2023 | Hungarica Szavazz magadra!                     | 1                                      |

### Single Top 40 slágerlista
| Év   | Kislemez                    | Legmagasabb helyezés   |
| Év   | Kislemez                    | MAHASZ Top 40 kislemez |
| ---- | --------------------------- | ---------------------- |
| 2008 | Hungarica A szabadság betűi | 2                      |

## Könyvei
2008 nyarán jelent meg önéletrajzi elemekkel teleszőtt első könyve, a 15 év nemzeti rock. Ezt 2009-ben a Futballháború című kötete követte, amelyben a 2008. november 1-én Dunaszerdahelyen, a magyar fociszurkolókat ért brutális szlovák rendőrattak történetét dolgozza fel. Mindkét kiadványt a későbbi jobbikos országgyűlési képviselő Z. Kárpát Dániel vezette Karpatia Műhely gondozta.

## Filmes szerepei
A főszereplésével 2005 végén kezdték forgatni a Dübörög a nemzeti rock című, a hazafias zenei szubkultúráról szóló dokumentumfilmet. A 70 perces alkotás bemutatójára 2007. november 9-én került sor a Toldi moziban. Később a Bem mozi tűzte műsorára, de számos hazai és külföldi filmes seregszemlén is vetítették. 2011-ben a Szlovén Állami Televízióban is látható volt, amely ellen a szerb sajtó hevesen tiltakozott. 2010-ben Bede Zsolt és Molnár Roland készített dokumentumfilmet 15 év nemzeti rock címmel Sziva Balázs azonos című könyve alapján zenészek, Aryan Greens tagok és Budaházy György nyilatkozataival, sok archív felvétellel, fotókkal, koncertrészletekkel, 73 percben.

## Hadak Útja lemezkiadó
2003 őszén megalapította a Hadak Útja lemezkiadót, amely kezdetben a Romantikus Erőszak CD-it jelentette meg a Rockworld Bt.-vel karöltve. A Hadak Útja négy évre rá, 2007 végétől Magyarország legnagyobb független rock/metal kiadója, a Hammer Music Productions részlege lett és a továbbiakban elsősorban a Romantikus Erőszak és a Hungarica lemezeit hozta ki, de az utóbbi években Hadak Útja címke alatt jöttek ki az Oi-KOR, a Sziva Balázs és a Szent Suhancok, a Cool Head Klan, az Egészséges Fejbőr, a Stratégia és a Palmetta albumai is. A kiadó több, mint 30 kiadványa került fel a Mahasz Top 40 lemezeladási listájára, 2019-ben a Palmetta Esztendőre vagy kettőre című gyerekeknek szóló albuma pedig aranylemez lett.

## Kitüntetése
2009 októberében az 1956-os Magyarok Világszövetsége, társszervezeteivel, a Corvin-közi Bajtársi Közösséggel és a Pongrátz Gergely által alapított 1956-os Pesti Srác Alapítvánnyal egyetértésben ’56-os emlékéremmel tüntette ki, az 1956-os forradalom és szabadságharc emlékének ápolásáért, eszméinek megőrzéséért és továbbadásáért a következő generációknak. 